# ISO 15693
ISO 15693 è uno standard internazionale della International Organization for Standardization per le carte di vicinanza, ovvero le smart card che possono essere lette e scritte a distanza maggiore rispetto alle smart card contactless (regolate invece dallo standard ISO 14443). Le carte di vicinanza e le contactless smartcard appartengono alla famiglia delle "carte di prossimità".

## Caratteristiche generali
Il sistema ISO 15693 opera sulla frequenza 13.56 MHz, e offre una distanza massima di lettura di 1–1,5 metri.
Poiché le vicinity card devono operare a distanza, riescono a funzionare con campi magnetici di minore intensità (da 0,15 a 5 A/m), rispetto a quelli impiegati nelle carte di prossimità (da 1,5 a 7,5 A/m).
Il sistema ISO 15693 implementa, a differenza di altri standard, la funzionalità  anticollisione che consente una lettura simultanea di più card.

## Esempi di utilizzo
Esempi di utilizzo delle soluzioni a radiofrequenza (RFID) sono le etichette di tracciabilità dei prodotti nelle mense, le carte di ingresso alle camere degli alberghi, i borsellini elettronici in villaggi turistici, gli skipass, i titoli di viaggio elettronici in uso nei sistemi di bigliettazione elettronica.

## Comunicazione verso la carta
La comunicazione dal lettore alla carta usa l'amplitude-shift keying con indice di modulazione del 10% o 100%.
La codifica dei dati è come segue:
1 out of 4 (1 su 4) pulse-position modulation
2 bit sono codificati come un impulso con una pausa di 9,44 µs in un simbolo di 75,52 µs, il che risulta in un bitrate di 26,48 kilobit per secondo; i bit meno significativi vengono inviati per primi.
1 out of 256 (1 su 256) pulse-position modulation
8 bit sono codificati come un impulso con una pausa di 9,44 µs in un simbolo di 4,833 ms, il che risulta in un bitrate di 1,65 kilobit per secondo.

## Comunicazione verso il lettore
La carta ha due sistemi per inviare i dati verso il lettore:

### Amplitude Shift Keying
Amplitude-shift keying indice di modulazione al 100% su una (sotto)portante di 423,75 kHz.
Il data rate può essere:
Low (basso) a 6,62 kbit/s (freq/2048)
High (alto) a 26,48 kbit/s (freq/512)
Uno 0 logico inizia con 8 impulsi di 423,75 kHz, seguiti da un tempo senza modulazione di 18,88 µs (256/ freq); un 1 logico è all'opposto.
I delimitatori di un pacchetto dati sono simboli illegali del codice. Un segnale di inizio del frame è:
1. un periodo senza modulazione di 56,64 µs (768/freq),
2. 24 impulsi di 423,75 kHz
3. un 1 logico

e il segnale di fine frame è:
1. uno 0 logico
2. 24 impulsi di 423,75 kHz
3. un periodo senza modulazione di 56,64 µs

I dati vengono inviati codificati con una codifica Manchester.

### Frequency Shift Keying
frequency-shift keying alternando fra una (sotto)portante a 423,75 kHz (freq/32) e una (sotto)portante a 484,25 kHz (freq/28).
Il data rate può essere:
Low (basso) a 6,67 kbit/s (freq/2032)
High (alto) 26,69 kbit/s (freq/508)
Uno 0 logico inizia con 8 impulsi a 423,65 kHz seguiti da 9 impulsi a 484,28 kHz; un 1 logico è all'opposto.
I delimitatori di un pacchetto dati sono simboli illegali del codice. Un segnale di inizio del frame è:
1. 27 impulsi a 484,28 kHz
2. 24 impulsi 423,75 kHz
3. un 1 logico

e il segnale di fine frame è:
1. uno 0 logico
2. 24 impulsi a 423,75 kHz
3. 27 impulsi a 484,28 kHz

I dati vengono inviati codificati con una codifica Manchester.